# Азнаурян, Ованес Грачикович
Ованес Грачикович Азнаурян (арм. Հովհաննես Հրաչիկի Ազնաուրյան, англ. Hovhannes Aznauryan; родился 1 марта 1974, Ереван, АрмССР СССР) — армянский русскоязычный писатель.

## Биография
Окончил Ереванский педагогический институт, факультет истории и основ права. Печатался в газетах, журналах, альманахах Армении, России, Финляндии, Словакии, Бельгии, Канады, США (журналы «Дружба народов», «Октябрь», «Нева», «Урал» и так далее).
Переводился на армянский, словакский, абхазский и другие языки. Член ПЭН-Армения (2018) Союза писателей Республики Армения (2022). Финалист литературной премии «Русский Гулливер» (2015), лауреат премии им. И. Бабеля (2018), лауреат премии литературного журнала «Этажи» за лучшее прозаическое произведение (2019).

## Сборники
- Территория спора. Ереван. 2009 г.[8]
- НОВЫЕ ПИСАТЕЛИ. Москва. 2014 г.[9]
- НОВЫЕ ПИСАТЕЛИ. Москва. 2015 г.[10]
- Под тенью чинары, Нальчик. 2015[11]
- FlASH STORY: Антология короткого рассказа, Русский Гулливер Москва. 2015 г.[12]
- Отцы и дети. Версия 2.0. Антология современного русского рассказа, Риппол-Классик. Москва. 2018 г.[13]
- Жить! Коллекция современного рассказа, ЭКСМО. Москва. 2018 г.[14]

## Переводы
Левон Шахнур, «Младенец, проглотивший Луну» («Нева»,№ 7 2014).

## Премии
- Премия им. И.Бабеля (2018)[16]
- Премия литературного журнала «ЭТАЖИ»[1] (2019)

## Пресса
Валерий Шубинский Новая Юность, номер 2, 2018.
5 книг сентября по версии шеф-редактора портала «Год литературы».
Сухбат Афлатуни, Дружба народов, номер 1, 2020.

## Интервью
Автор из Красной книги, Независимая газета , 03.02.2021 .
Блиц-интервью Армянского музея Москвы и культуры наций NOVEMBER 26, 2016
Гость Армянского музея – Ованес Азнаурян
Писатель Ованес Азнаурян: «Время от времени надо оглядываться на Арарат» AUGUST 21, 2018
ОВАНЕС АЗНАУРЯН: "ДЛЯ КАЖДОГО АРМЯНИНА ГОРИЗОНТ — ЭТО БЛИЖАЙШАЯ ГОРА" 8 января 2019
Главкнига чтение, изменившее жизнь, Независимая газета 13.04.2017
Надежду всегда нужно давать. Но в то же время не врать. Арминфо, 28.11.2022 
«Мы научились жить задолго до того, как научились мыслить» — Ованес Азнаурян от тяжелых времен 91 года до вспышек счастья в наши дни. Collab Media 6.08.2023